# Sébastien Rouault
Sébastien Rouault (Le Chesnay (Yvelines), 24 februari 1986) is een Franse zwemmer. Hij vertegenwoordigde zijn vaderland op de Olympische Zomerspelen 2008 in Peking.

## Carrière
Bij zijn internationale debuut, op de Europese kampioenschappen kortebaanzwemmen 2003 in Dublin, eindigde Rouault als dertiende op de 1500 meter vrije slag, op de 400 meter vrije slag strandde hij in de series. Op de Europese kampioenschappen kortebaanzwemmen 2004 in Wenen eindigde de Fransman als zevende op de 400 meter wisselslag, als achtste op de 400 meter vrije slag en als elfde op de 1500 meter vrije slag. Tijdens de wereldkampioenschappen zwemmen 2005 in Montreal eindigde Rouault als zevende op de 1500 meter vrije slag en als achtste op de 800 meter vrije slag, op de 400 meter vrije slag werd hij uitgeschakeld in de series.
In Boedapest nam de Fransman deel aan de Europese kampioenschappen zwemmen 2006, op dit toernooi veroverde hij de zilveren medaille op de 1500 meter vrije slag. Samen met Fabien Gilot, Mathieu Madelaine en Amaury Leveaux eindigde hij als vierde op de 4x200 meter vrije slag. Op de Europese kampioenschappen kortebaanzwemmen 2006 in Helsinki sleepte Rouault de bronzen medaille in de wacht op de 1500 meter vrije slag, op zijn andere afstanden strandde hij in de series.
Tijdens de wereldkampioenschappen zwemmen 2007 in Melbourne eindigde de Fransman als vierde op de 800 meter vrije slag, op de zowel de 400 als de 1500 meter vrije slag werd hij uitgeschakeld in de series. Op de 4x200 meter vrije slag strandde hij samen met Fabien Gilot, Nicolas Rostoucher en Grégory Mallet in de series.
In Peking nam Rouault voor de eerste maal deel aan de Olympische Zomerspelen, op zowel de 400 als de 1500 meter vrije slag werd hij uitgeschakeld in de series. Op de Europese kampioenschappen kortebaanzwemmen 2008 in Rijeka eindigde de Fransman als twaalfde op de 1500 meter vrije slag, op de 400 meter vrije slag strandde hij in de series.

### 2009-heden
Tijdens de Europese kampioenschappen kortebaanzwemmen 2009 in Istanboel eindigde Rouault als vierde op de 1500 meter vrije slag, op de 400 meter vrije slag en de 400 meter wisselslag werd hij uitgeschakeld in de series.
Op de Europese kampioenschappen zwemmen 2010 in Boedapest veroverde de Fransman de Europese titel op zowel de 800 als de 1500 meter vrije slag, op de 400 meter vrije slag eindigde hij op de vijfde plaats. In Dubai nam Rouault deel aan de wereldkampioenschappen kortebaanzwemmen 2010, op dit toernooi eindigde hij als zesde op zowel de 400 als de 1500 meter vrije slag.
Tijdens de wereldkampioenschappen zwemmen 2011 in Shanghai eindigde de Fransman als achtste op zowel de 400 als de 800 meter vrije slag, op de 1500 meter vrije slag strandde hij in de series. Op de 4x200 meter vrije slag vormde hij samen met Jérémy Stravius, Grégory Mallet en Yannick Agnel een team in de series, in de finale legden Stravius, Mallet en Agnel samen met Fabien Gilot beslag op de zilveren medaille. Voor zijn aandeel in de series ontving Rouault eveneens de zilveren medaille.
Op de Europese kampioenschappen zwemmen 2012 in Debrecen eindigde Rouault als vierde op de 800 meter vrije slag en als vijfde op de 400 meter vrije slag. In Chartres nam de Fransman deel aan de Europese kampioenschappen kortebaanzwemmen 2012, op dit toernooi werd hij uitgeschakeld in de series van zowel de 400 meter vrije slag als de 400 meter wisselslag.

## Internationale toernooien
| Jaar | Olympische Spelen                        | WK langebaan | WK kortebaan                           | EK langebaan                                                  | EK kortebaan                                                                       |
| ---- | ---------------------------------------- | --- | -------------------------------------- | ------------------------------------------------------------- | ---------------------------------------------------------------------------------- |
| 2003 |                                          | geen deelname |                                        |                                                               | 22e 400m vrije slag 13e 1500m vrije slag                                           |
| 2004 | geen deelname                            | | geen deelname                          | geen deelname                                                 | 8e 400m vrije slag 11e 1500m vrije slag 7e 400m wisselslag                         |
| 2005 |                                          | 16e 400m vrije slag 8e 800m vrije slag 7e 1500m vrije slag                                                        |                                        |                                                               | geen deelname                                                                      |
| 2006 |                                          | | geen deelname                          | 10e 400m vrije slag · 1500m vrije slag · 4e 4x200m vrije slag | 58e 200m vrije slag · 22e 400m vrije slag · 1500m vrije slag · 18e 400m wisselslag |
| 2007 |                                          | 13e 400m vrije slag 4e 800m vrije slag 24e 1500m vrije slag 10e 4x200m vrije slag                                 |                                        |                                                               | geen deelname                                                                      |
| 2008 | 23e 400m vrije slag 27e 1500m vrije slag | | geen deelname                          | geen deelname                                                 | 15e 400m vrije slag 12e 1500m vrije slag                                           |
| 2009 |                                          | geen deelname |                                        |                                                               | 14e 400m vrije slag 4e 1500m vrije slag 12e 400m wisselslag                        |
| 2010 |                                          | | 6e 400m vrije slag 6e 1500m vrije slag | 5e 400m vrije slag · 800m vrije slag · 1500m vrije slag       | geen deelname                                                                      |
| 2011 |                                          | 8e 400m vrije slag · 8e 800m vrije slag · 11e 1500m vrije slag · 4x200m vrije slag · Rouault zwom enkel de series |                                        |                                                               | geen deelname                                                                      |
| 2012 | geen deelname                            | | geen deelname                          | 5e 400m vrije slag 4e 800m vrije slag                         | 24e 400m vrije slag 22e 400m wisselslag                                            |

## Persoonlijke records
Bijgewerkt tot en met 24 juli 2011
Kortebaan
| Afstand          | Tijd     | Datum            | Plaats    |
| ---------------- | -------- | ---------------- | --------- |
| 400m vrije slag  | 3.40,07  | 17 december 2010 | Dubai     |
| 800m vrije slag  | 7.39,96  | 4 december 2010  | Chartres  |
| 1500m vrije slag | 14.30,58 | 12 december 2009 | Istanboel |
| 400m wisselslag  | 4.07,97  | 11 december 2009 | Istanboel |

Langebaan
| Afstand          | Tijd     | Datum            | Plaats        |
| ---------------- | -------- | ---------------- | ------------- |
| 400m vrije slag  | 3.46,20  | 24 juli 2011     | Shanghai      |
| 800m vrije slag  | 7.48,28  | 13 augustus 2010 | Boedapest     |
| 1500m vrije slag | 14.55,73 | 11 augustus 2010 | Boedapest     |
| 400m wisselslag  | 4.16,99  | 25 juni 2007     | Saint-Raphaël |